# Rio Negro (Amazon)
Rio Negro (tiếng Bồ Đào Nha: Rio Negro, tiếng Tây Ban Nha: Río Negro, nghĩa là Sông Đen) là phụ lưu tả ngạn lớn nhất của sông Amazon và là sông nước đen lớn nhất trên thế giới. Sông khởi nguồn từ đường phân nước giữa Orinoco và bồn địa Amazon, và cũng được kết nối với sông Orinoco bằng tuyến kênh Casiquiare ở miền nam Venezuela. Tại Colombia, nơi khởi nguồn của Rio Negro, sông được gọi là Guainía. Một sông nhánh lớn của nó là sông Vaupés, vốn tranh giành nguồn nước với sông Guaviare của Orinoco, và là hệ thống thoát nước của sườn phía đông dãy Andes của Colombia. Rio Negro chảy đến Rio Solimões và hợp vào sông Amazon phía nam của Manaus, Brasil.
Rio Negro có khả năng thông hành 700 kilômét (430 mi) từ cửa sông song với chỉ một mét nước vào mùa khô và nhiều dải cát, lòng sông tạo nên những khó khăn nhất định. Một phần nhỏ trong dòng chảy của sông tạo thành một đoạn biên giới giữa Colombia và Venezuela.
Vào mùa mưa, lũ lụt thường kéo xa và rộng, đôi khi rộng tới 30 kilômét (19 mi), và 650 kilômét (400 mi) về phía thượng lưu. Trong khoảng thời gian này, tức từ tháng 4 đến tháng 10, sông tạo ra hàng loạt đầm phá, các hòn đảo dài và các kênh phức tạp như Santa Isabel do Rio Negro. Vùng chân đồi Andes bắt đầu ngay trước khi đến nơi hợp lưu với sông Vaupés. Tại nơi này, sông Negro hẹp lại và mực nước dâng lên với nhiều tảng đá lớn và dòng sông chảy một cách mãnh liệt để vượt qua các ghềnh thác và xoáy nước. Mặc dù có những trở ngại, cano và xuống động cơ có thể qua São Gabriel da Cachoeira đến Andes.

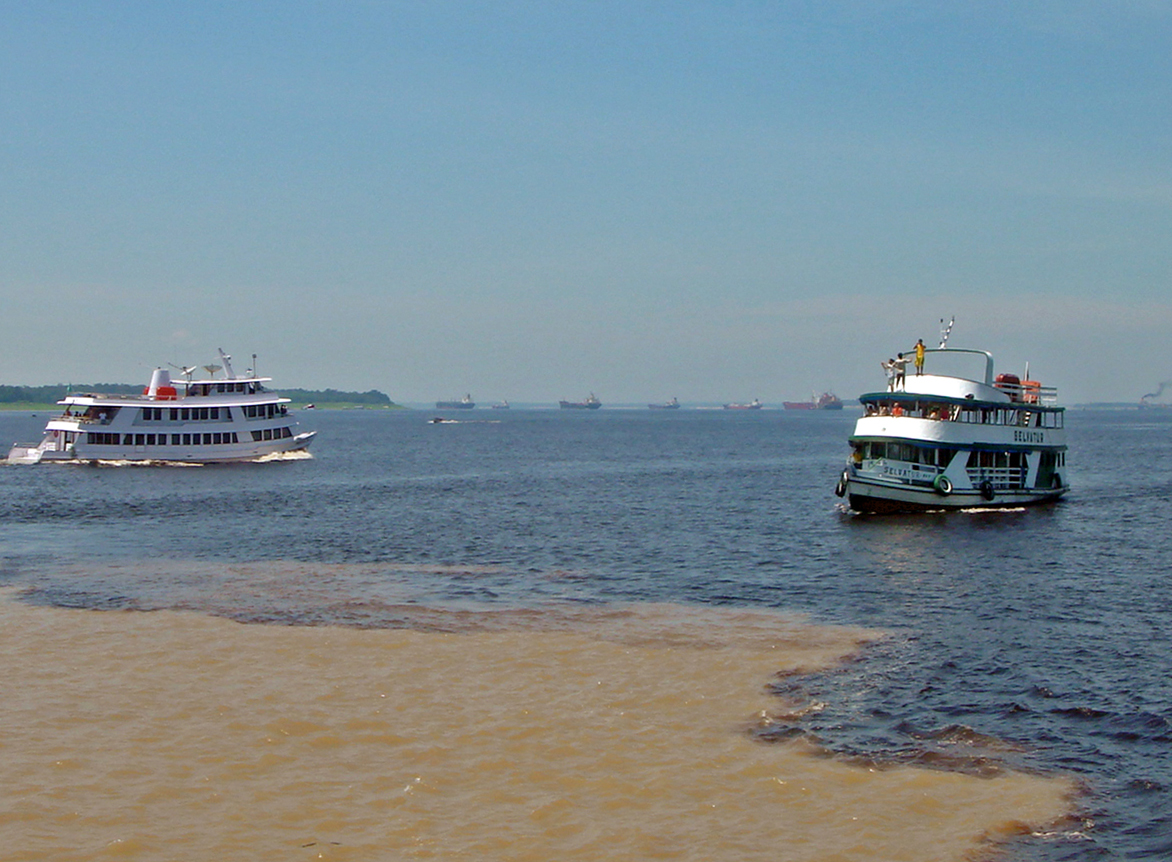
Cửa sông Rio Negro tại "Gặp mặt của Các dòng nước": sông Rio Negro màu đen và phù sa Amazon.

Trong khi cái tên Rio Negro nghĩa là Sông Đen, nước của nó không thật chính xác là màu đen; chúng giống như màu của nước trà đặc. Màu đậm của sông có nguồn gốc từ axít humic từ quá trình tan rã chưa hoàn chỉnh của thảm thức vật có chứa phenol từ các khoảng rừng thưa đất cát. Tên của sông xuất phát từ thực tế là nước sông có màu đen nếu nhìn từ xa.